# Życzyn (stacja kolejowa)
Życzyn – stacja kolejowa w Życzynie (części wsi Podebłocie), w województwie mazowieckim, w Polsce. Według klasyfikacji PKP ma kategorię dworca lokalnego. Znajdują się tu 2 perony.

## Ruch pasażerski[2]
| Rok  | Wymiana pasażerska na dobę |
| ---- | -------------------------- |
| 2017 | 200-299                    |
| 2018 | 100-149                    |
| 2019 | 200-299                    |
| 2020 | 150-199                    |
| 2021 | 200-299                    |
| 2022 | 200-299                    |
| 2023 | 200-299                    |

## Budynek dworcowy
Budynek dworca został wybudowany w roku 1883. Jest w całości konstrukcją drewnianą. W roku 2013 miała miejsce renowacja elewacji budynku. W maju 2024 zakończył się remont wnętrza dworca – zachowano zbytkowy wystrój oraz wsprowadzono współczesne udogodnienia. Renowacji poddano także najbliższe otoczenie budynku.